# Autorità di bacino interregionale dei fiumi Marecchia-Conca
L'Autorità di bacino dei fiumi Marecchia-Conca era una delle Autorità interregionali.

## Storia
L'ente è stato istituito a seguito dell'art. 13 della legge del 18 maggio 1989, n. 183, e gestiva il bacino idrografico degli omonimi fiumi. 
Il territorio gestito era suddiviso fra diversi comuni appartenenti a Emilia-Romagna, Marche e Toscana.
La sede del comitato istituzionale era a Novafeltria, mentre la segreteria tecnico-operativa era a Rimini. Nel maggio del 2017 è stata assorbita dalla Autorità di bacino distrettuale del fiume Po